# Гвардейская улица (Прилуки)
Гварде́йская у́лица (укр. Гварді́йська ву́лиця) — находится в восточной части города Прилуки, идёт в направлении пгт. Ладан. Длина 2,5 км, дорога с твёрдым покрытием. В 1934 году улица получила название Белецкий шлях из-за переименования с. Ладан в Белецкое. В 1937 году была переименована в улицу 9 Января. Последнее переименование было 16.09.1983 года и получила название Гвардейская.

## Этимология годонима
Названа Гвардейской в честь 40-летия освобождения города от немецко-фашистских оккупантов.

## Трассировка
Улица берёт своё начало от пересечения улиц Пирятинской и 1-го Мая возле автовокзала и идёт на восток в Ладан.

Пересекает улицы:
- улица Александра Пушкина
- Ярмарочная улица
- 2-й Восточный переулок
- 1-й Восточный переулок
- Восточный переулок
- улица Ивана Мазепы
- Восточная улица
- улица Сечевых Стрельцов
- Железнодорожная улица
- улица Победы
- Полевая улица
- улица Михаила Грушевского
- Гостинная улица
- Журавская улица
- Дедовская улица
- улица Могилевской
- улица Строителей
- Голубовская улица
- Степная улица
- Ладанская улица
- улица Дружбы Народов

## Здания, сооружения, места
Застроена частными и многоэтажными домами. Заканчивается домами №№ 49 и 98.
- Памятник в честь танкистов-освободителей города.
- 90 — Детский сад № 27
- 98 — кафе «Прилуки»

## Транспорт
Остановки: магазин «Космос», ул. Ватутина, ул. Ярмарочная (Новый рынок)

Автобусы: 5, 9, 16, 30

Маршрутные такси: 2, 2а, 5а, 17, 21, 35